# Sylvie Vartan
Pour les articles homonymes, voir Vartan.
Sylvie Vartan (en bulgare : Силви Вартан) est une chanteuse et danseuse bulgaro-française, née le 15 août 1944 à Iskretz (Bulgarie).
Commençant sa carrière de chanteuse en France en 1961, Sylvie Vartan publie plus d'une quarantaine d'albums studio et connait le succès avec des titres comme La plus belle pour aller danser, Comme un garçon, La Maritza, 2 min 35 de bonheur, Irrésistiblement et J'ai un problème (en duo avec Johnny Hallyday).
Elle a également repris plusieurs chansons étrangères en les adaptant en langue française, telles que Le locomotion, I'm watching, Dansons, Si je chante, Bye bye Leroy Brown, Qu'est-ce qui fait pleurer les blondes ?, Petit rainbow, Nicolas, ou encore L'amour c'est comme une cigarette.

## Biographie

### Enfance
Son père, Georges Vartan d’origine arménienne, né en 1912 à  Champigneulles (Meurthe-et-Moselle)  et mort en 1970, est le fils du directeur de la Compagnie d’électricité, filiale d’une société française, et est lui-même attaché de presse à l'ambassade de France en Bulgarie. En 1936, il épouse Ilona Mayer (9 décembre 1914 – 26 juin 2007), fille de Rudolf Mayer, un architecte hongrois, installé à Sofia avec sa famille dès 1921. Leur premier enfant, Edmond dit Eddie, naît le 5 septembre 1937. Sylvie George Vartan naît à Iskretz, un village situé dans la chaîne du Grand Balkan (centre de la Bulgarie) le 15 août 1944. L'armée soviétique entre en Bulgarie un mois après sa naissance, la famille perd alors sa maison qui est réquisitionnée et la famille  s'installe à Sofia, la capitale bulgare.
À l'âge de sept ans, Sylvie joue son premier rôle au cinéma. Elle est une modeste écolière dans le film Sous le joug (Под игото) (d'après le roman du même nom d’Ivan Vazov), tourné par le metteur en scène bulgare Dako Dakovski, un ami de la famille. L'action se déroule dans les années 1870, époque où la Bulgarie s’apprêtait à renaître et à se libérer du joug ottoman. Plus tard, elle a déclaré que cette expérience lui avait donné le goût du monde artistique et du spectacle.
La vie en République populaire de Bulgarie, régime autoritaire dominé par le Parti communiste bulgare, devient de plus en plus difficile et la famille décide d'émigrer au début des années 1950. C'est son grand-père, Robert, un francophile convaincu, qui leur conseille de partir pour Paris. Le temps d'obtenir les visas nécessaires, elle arrive à Paris en décembre 1952 avec ses parents et son frère Eddie.
L'adaptation est difficile pour toute la famille. Contrairement à leur père, un artiste contrarié qui trouve un emploi et devient comptable chez un tripier des Halles, les enfants ne parlent pas le français. Mais le désir de réussir socialement est tel qu'ils font leurs études dans de très bons lycées parisiens : le lycée Hélène-Boucher pour elle, le lycée Louis-le-Grand pour Eddie. Dans un entretien avec Georges Paumier, diffusé à la télévision en 1962, elle, qui vient d’arrêter le lycée quelques mois avant son premier baccalauréat, déclara : « Ce que je regrette, c'est de ne pas avoir pu faire ma philo […] Je pense que c'est une matière qui m'aurait beaucoup plu et qui m'aurait intéressée. »

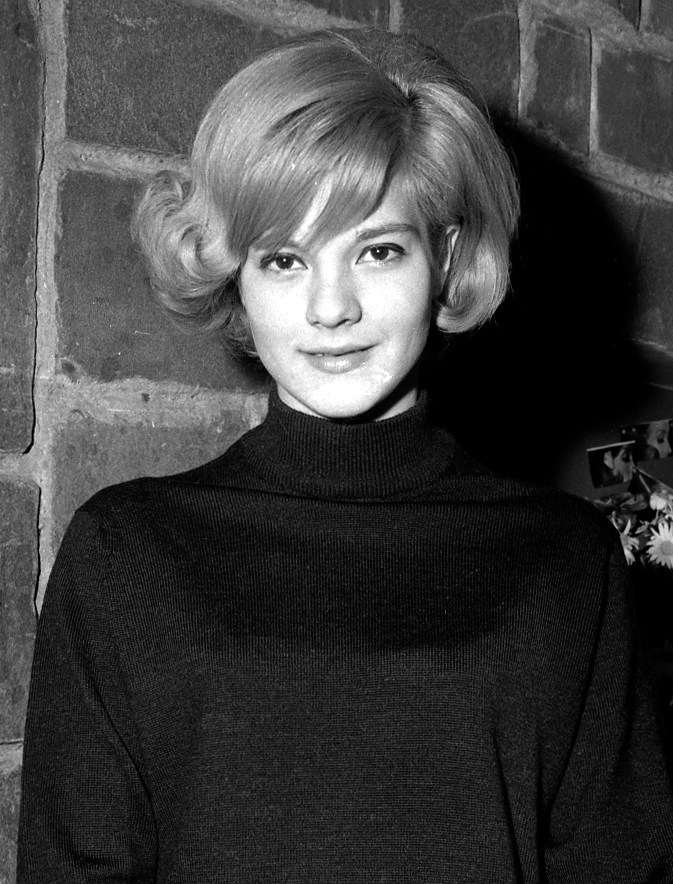
Sylvie Vartan en 1962 à Toulouse.

### Vie privée

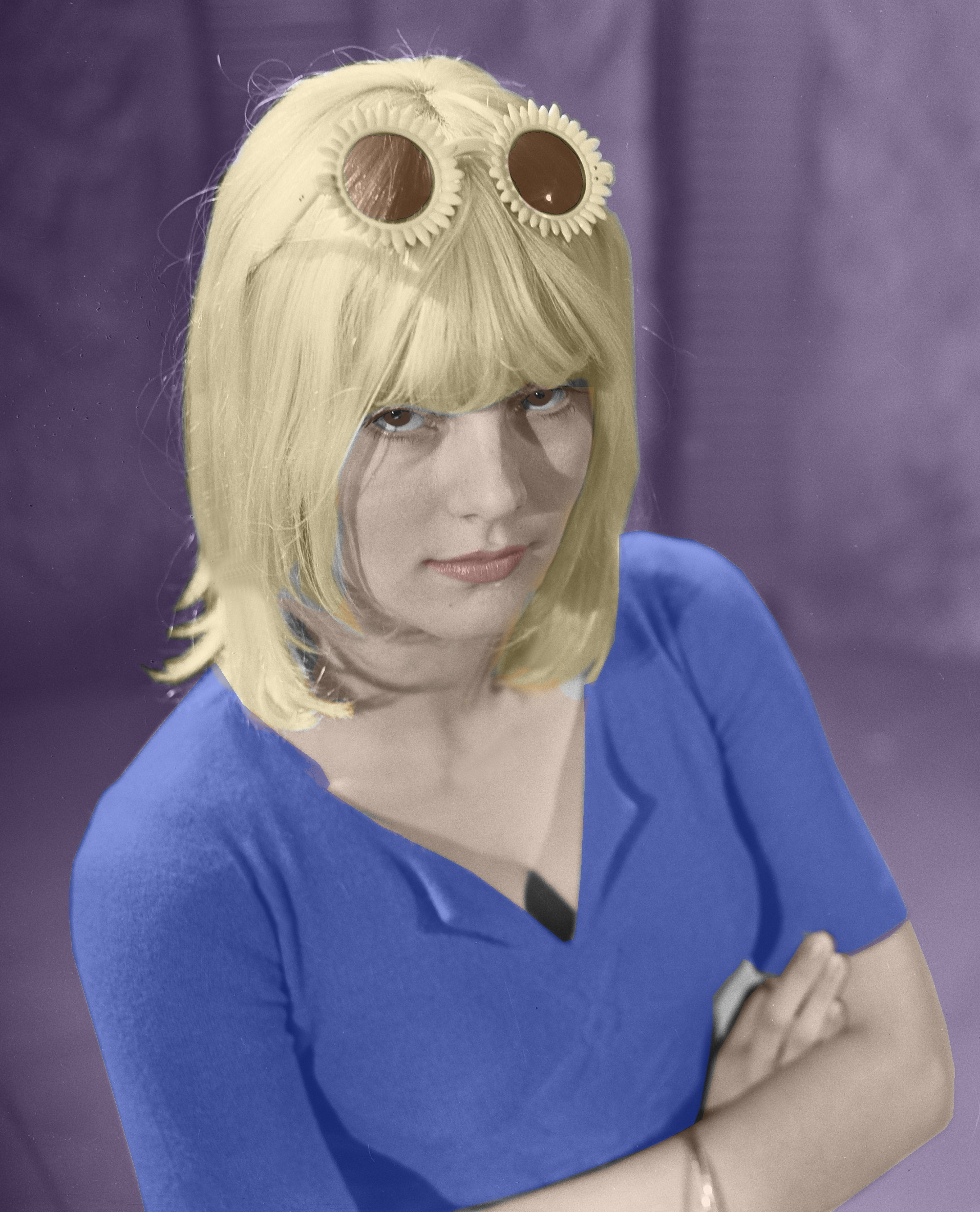
Sylvie Vartan en mars 1966 (photo colorisée).

Le 12 avril 1965, elle épouse à Loconville (Oise), Johnny Hallyday, avec qui elle aura un fils, David, né le 14 août 1966.
Après un mariage en dents de scie, ponctué de nombreuses collaborations artistiques (émissions de télé, de radios, des duos à succès et de plusieurs tournées communes), son divorce avec Johnny est prononcé le 5 novembre 1980.
Elle se remarie le 2 juin 1984, à Los Angeles, avec le producteur américain Tony Scotti. Le couple adopte, en Bulgarie, Darina, une petite fille née le 8 octobre 1997.

### Accidents
Le 11 avril 1968, elle se dirige vers Paris avec son amie Mercedes Calmel Mendès, marraine de David, à bord de son coupé OSI (Ford). Sur une route départementale des Yvelines, à la hauteur de Bois-d'Arcy, elle est percutée violemment par une 404 fourgonnette qui quitte brusquement sa trajectoire. Blessée au menton, au cou et le bras cassé, Sylvie Vartan est emmenée en ambulance à l'hôpital de Versailles, mais sa passagère, âgée de 22 ans, est tuée sur le coup et le conducteur de la camionnette grièvement blessé.

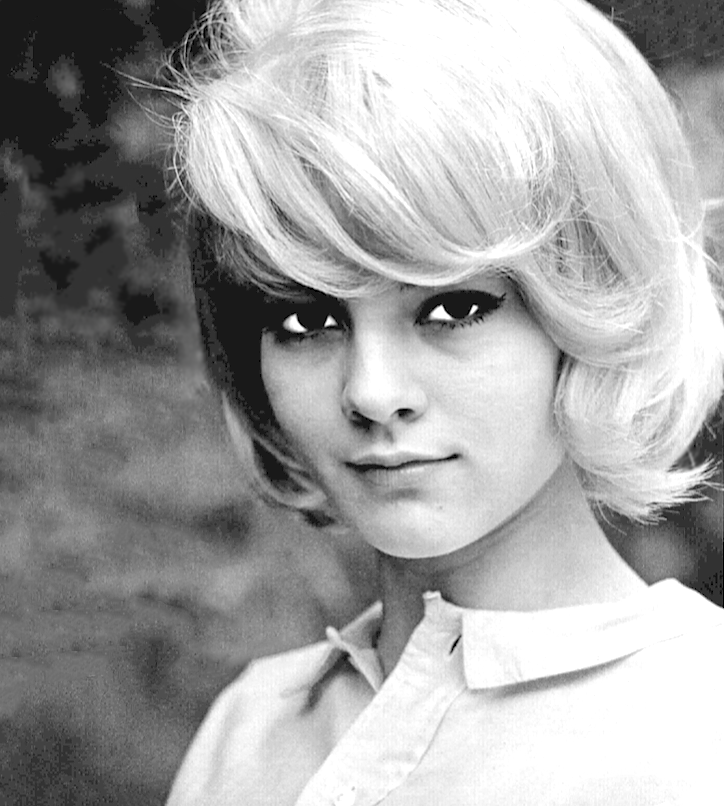
La chanteuse en 1967 en Italie (Radiocorriere TV).

Le 20 février 1970, elle et Johnny, ainsi que trois personnes les accompagnant, sont victimes d'un accident de la route sur la RN 83, à l'entrée du village de Roppe, alors qu'ils se rendent à un gala à Besançon. Sur la route verglacée, la Citroën DS 21 Pallas que conduit Johnny à vive allure dérape dans un virage et plonge dans le fossé. Johnny en sort avec le nez cassé, un des passagers a une jambe cassée, mais Sylvie Vartan est grièvement blessée, défigurée en heurtant le pare-brise. Elle part aux États-Unis où, durant six mois, elle subit plusieurs opérations par l'un des meilleurs chirurgiens esthétiques du pays qui lui rend son visage au bout de longues et multiples interventions. Pendant sa convalescence américaine, elle suit les cours du professeur de danse de Barbra Streisand, dont elle se servira pour ses shows « à l’américaine ».

## Carrière musicale

### Débuts et ascension

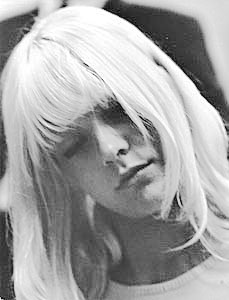
Sylvie Vartan en 1966.

Sur la proposition de son frère Eddie travaillant dans le milieu de la musique, elle rencontre Daniel Filipacchi, producteur de disques pour RCA Records et Decca, qui la fait enregistrer au printemps 1961 un duo avec Frankie Jordan Panne d'essence, à la suite du désistement de dernière minute de la chanteuse Gillian Hills. Ayant quitté le lycée Hélène-Boucher deux mois avant de passer son bac pour se consacrer pleinement à ses débuts dans la chanson, ce premier succès lui permet d'entamer une carrière en solo, à la suite d'un contrat signé avec Daniel Filipacchi, un premier 45 t fin 1961, Quand le film est triste et la proposition de se produire en première partie de Gilbert Bécaud, où elle chante trois titres.
En 1962, Sylvie Vartan fait sa deuxième tournée, avec Johnny Hallyday, dont elle assure la première partie.

### Succès en France
Sylvie Vartan fait ses premiers pas sur la scène de l'Olympia, dès ses débuts en 1961. Elle y gagne progressivement ses galons de vedette en s'y produisant ensuite régulièrement en 1962 et 1963, au programme des Idoles des jeunes, dont elle est la tête d'affiche.
Toujours en 1963, le 22 juin, Sylvie Vartan participe — en vedette avec Johnny Hallyday (autres participants : Mike Shannon et Les Chats sauvages, Richard Anthony, Danyel Gérard, les Gam's et Nicole Paquin) — au concert place de la Nation organisé par Europe no 1 pour le premier anniversaire de Salut les copains. L'événement a un grand retentissement.

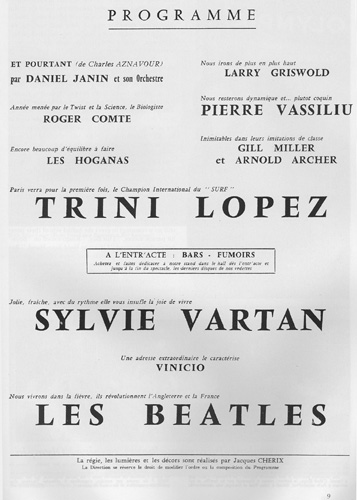
Programme des concerts à l'Olympia de 1964.

Elle est à l'affiche de l'Olympia avec Trini Lopez, Les Beatles et Pierre Vassiliu, durant trois semaines (du 16 janvier au 4 février 1964), à raison d'un, deux ou trois shows quotidiens, soit 41 apparitions en tout.
Elle figure sur la « photo du siècle » regroupant 46 vedettes françaises du « yéyé » en avril 1966.
En 1967, Sylvie Vartan partage l'affiche avec Johnny Hallyday à l'Olympia, du 15 mars au 16 avril ; initialement prévu jusqu'au 4 avril, devant l'affluence des spectateurs, le spectacle est prolongé. Le tour de chant de Sylvie précède celui de Johnny. Pour le final, le couple chante en duo Je crois qu'il me rend fou, (adaptation française du succès de Ike et Tina Turner Such a fool for you, qu'Hallyday vient d'enregistrer dans une version studio). Après cet Olympia, Sylvie et Johnny entament une tournée en Amérique du Sud, où ils se produisent dans plusieurs pays.
Pour son Musicorama d'avril 1968 à l'Olympia, Sylvie Vartan se mue pour la première fois en meneuse de revue. Son spectacle reçoit un accueil triomphal et sera repris en décembre de la même année.
Pendant sa convalescence new-yorkaise de 1970, Sylvie Vartan suit de manière intensive les cours de Jojo Smith, le professeur de danse de Barbra Streisand. Son spectacle à l'Olympia la même année, marque le début des shows « à l'américaine » qui constituent désormais sa marque de fabrique, que viendront confirmer ses nouveaux concerts de 1972 dans ce même music-hall.
Par la suite, la chanteuse se produit dans des salles plus grandes, plus adaptées à ses ambitions artistiques. Sylvie Vartan chante au Palais des congrès en 1975 et en 1977 (avec à chaque fois des prolongations). En 1983, elle tient la scène du Palais des congrès onze semaines durant.
Sylvie se met également en scène au Palais des sports en 1981 et en 1991.
Les années 1990 marquent le retour à des salles intimistes : le Casino de Paris en 1995, l'Olympia en 1996 et 1999, avant le retour au Palais des congrès en 2004 et en 2008. Sylvie s'est également produite à la Mutualité (en 2008), au Théâtre du Châtelet en 2010 et 2011, à la salle Pleyel pour fêter avec un orchestre symphonique ses cinquante ans de scène en novembre 2011.
En 1993 et 2009, elle participe aux spectacles de Johnny Hallyday, avec lequel elle chante en duo, au Parc des Princes et au Stade de France.
En concert au Grand Rex en mars et avril 2018, elle rend un hommage appuyé à Johnny Hallyday — mort le 5 décembre 2017 — en reprenant plusieurs de ses chansons, dont J'ai un problème, qu'elle interprète avec lui en duo virtuel. En 2018, Sylvie Vartan enregistre l'album Avec toi, où elle reprend treize chansons de Johnny Hallyday. Les 23 et 24 octobre 2019, sur la scène du Grand Rex, elle rend hommage une nouvelle fois à son ancien compagnon avec le tour de chant Avec toi... La rock'n'roll attitude. Leur fils David, l'a rejointe sur scène pour interpréter en duo la chanson Sang pour sang qu'il a composée pour son père en 1999.
En octobre 2021, paraît son cinquantième album studio, Merci pour le regard, réalisé par Philippe Russo.
Annoncé en janvier 2024 comme étant ses derniers concerts,, Sylvie Vartan donne le coup d'envoi de son tour d'adieu Je tire ma révérence au Dôme de Paris, où elle se produit les 8, 9 et 10 novembre 2024. Ses trois derniers tours de piste se déroulent les 24, 25 et 26 janvier 2025 au Palais des Congrès de Paris.

### À l'étranger

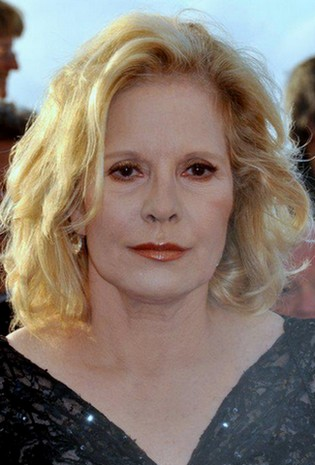
Sylvie Vartan en 2011.

Dès 1963, Sylvie se rend régulièrement aux États-Unis, où elle enregistre à Nashville avec des musiciens tels que Jerry Kennedy et Chet Atkins, ainsi que les Jordanaires, les choristes d'Elvis Presley[précision nécessaire]. Un album en anglais enregistré à New York sort[Où ?] en 1965. Deux autres albums américains sortiront aux États-Unis, en Angleterre, en Allemagne, en Italie et en Espagne : I Don't Want the Night to End en 1979 et Made in USA en 1985.
Avec Johnny Hallyday, Sylvie Vartan participe, en octobre 1965, à la Royal Command Performance (en) au London Palladium, où ils chantent devant la reine d'Angleterre, Élisabeth II.
Elle a participé aux émissions américaines Hullabaloo, Shindig ou The Ed Sullivan show en 1965 et a animé pendant neuf semaines un show sur la RAI, intitulé Doppia Coppia, en 1969. Elle a renouvelé l'expérience en 1975 en animant huit émissions Punto e Basta aux côtés de Gino Bramieri. Elle a sorti deux albums en italien en 1969 et en 1975, ainsi qu'un album en espagnol en 1967.
En 1982, sous le parrainage de Gene Kelly, elle se produit à Las Vegas. Des concerts sont également donnés en tournée à Los Angeles en 1983 et Atlantic City en 1984.
Entre 1965 et 2017, Sylvie a présenté tous ses spectacles au Japon (fait rare pour une artiste européenne : deux albums spécifiques Live à Tokyo y ont d'ailleurs été édités en 1971 et en 1973). En 1988, elle est invitée à chanter lors de la Cérémonie d'ouverture des Jeux olympiques de Séoul.
L'année 1990 marque son premier retour dans sa Bulgarie natale avec un concert dans le pays. Elle retourne chanter en Bulgarie en 2009, 2014 et 2018. Elle se produit en 2009 en Turquie (son dernier passage dans ce pays remontait à 1966).
En 2011, elle chante à Barcelone, Montréal et New York.

## Discographie
Sylvie Vartan a publié plus d'une quarantaine d'albums studio et enregistré 1500 chansons en dix langues.
Plusieurs chiffres apparaissent dans les médias au sujet de ses ventes de disques,,,.

En France, pays où elle a classé 26 chansons dans le Top 10, le total de ses ventes est estimé à près de 19 millions.

Elle a également classé 5 chansons dans le Top 10 italien, 4 dans le top 10 espagnol, et a été n°1 au Japon avec La plus belle pour aller danser.

## Sur scène

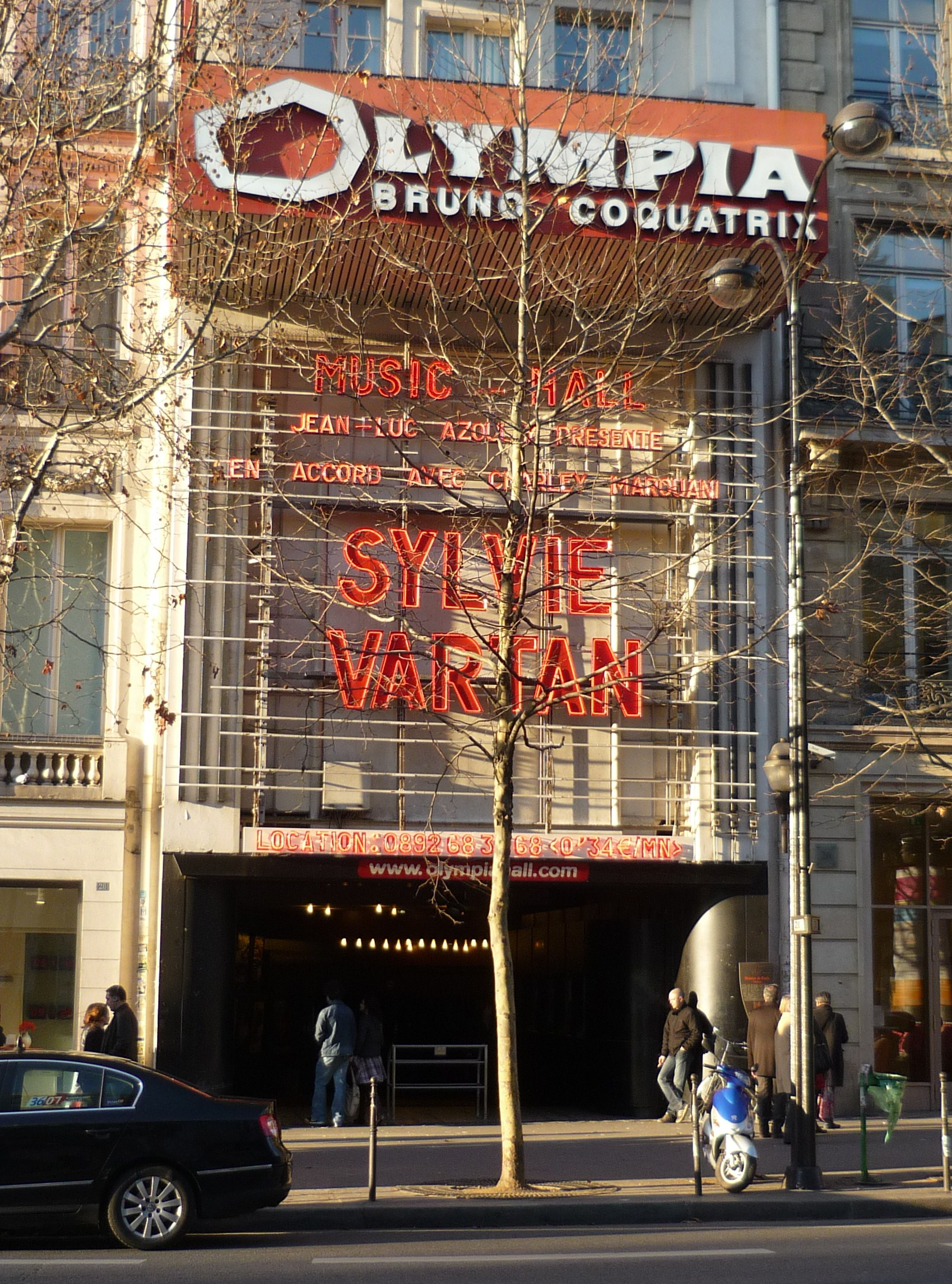
Sylvie Vartan à l'affiche de l'Olympia en 2010.

Que ce soit dans des grandes ou des petites salles, avec ou sans danseur, les spectacles de Sylvie Vartan bénéficient toujours de mises en scène soignées : Arthur Plasschaert en 1968, Jojo Smith en 1970, Howard Jeffrey en 1972, Claude Thompson entre 1977 et 1984, Jerry Evans en 1991, Walter Painter (en 1975 puis entre 1995 et 2004), l'ont notamment dirigée, avant son époux Tony Scotti depuis 2008.
- À l'Olympia (Paris) : 1961,1962,1963,1964
- Au Japon : 1965
- À l'Olympia (Paris) : 1967 (avec Johnny Hallyday)
- À l'Olympia (Paris) : 1968 (avril et décembre)
- À l'Olympia (Paris) : 1970
- À l'Olympia (Paris) : 1972
- Au Japon : 1971,1972,1973,1974,1977,1978
- Au Palais des congrès : 1975,1976
- Au Palais des congrès : 1977,1978
- Au bicentenaire de Los Angeles : 1980
- Au Palais des sports de Paris : 1981,1982
- À Las Vegas : 1982
- À Los Angeles : 1983
- Au Palais des congrès : 1983
- À Atlantic City (New Jersey) : 1984
- À Séoul : 1988
- À Sofia : 1990
- Au Palais des sports de Paris : 1991
- Au Japon : 1992
- Au Parc des Princes : 1993 (spectacle de Johnny Hallyday - participation)
- Au Casino de Paris : 1995
- À l'Olympia (Paris) : 1996
- Au Japon : 1999
- À l'Olympia (Paris) : 1999
- Au Palais des congrès : 2004
- Au Japon : 2005
- À Monaco : 2006
- Au Palais des congrès : 2008
- À la Maison de la Mutualité : 2008
- Au Japon : 2008
- À l'Olympia (Paris) : 2009
- À Istanbul : 2009
- À Sofia : 2009
- À l'Olympia (Paris) (prolongations) : 2010
- Au théâtre du Châtelet : 2010
- À Barcelone : 2011
- À Montréal : 2011
- À New York : 2011
- Au théâtre du Châtelet : 2011
- À la salle Pleyel : 2011
- Au Japon : 2013
- Au théâtre de Paris : 2013
- Aux Folies Bergère : 2014
- Au Japon : 2014
- À Sofia : 2014
- À l'Olympia (Paris) : 2015
- À l'Olympia (Paris) : 2017
- Au Grand Rex : 2018
- À Sofia : 2018
- Au Japon : 2018
- Au Grand Rex : 2019
- Au théâtre Édouard VII et salle Pleyel : 2021
- Au Dôme de Paris : 2024
- Au Palais des congrès : 2025

## À la télévision
Sylvie Vartan a été la vedette de nombreuses émissions télévisées, la plupart signées Maritie et Gilbert Carpentier (telles Jolie poupée en 1968, un Sylvie Sacha Show en 1969, les Top à Sylvie Vartan diffusés en mai 1972, décembre 1972, juin 1973 mais aussi des émissions de Jean-Christophe Averty (1965, 1971), notamment. Certaines de ses émissions avaient une ligne narratrice avec des chorégraphies mise en scène par Arthur Plasschaert, Yvonne Maistre ou Jean Moussy[réf. nécessaire]. Ces spectacles télévisés ont souvent fait l'objet d'une diffusion sur disques Je chante pour Swanee (1974), Show Sylvie Vartan (1975), ou encore Dancing Star en 1977.
En 1998, Sylvie renoue avec ce type d'émissions spéciales avec Irrésistiblement... Sylvie (sur France 2) puis Qu'est-ce qui fait rêver Sylvie ? en 2000, Au rythme du cœur en 2005 et Tout le monde l'appelle Sylvie (2010).
À la télévision, Sylvie Vartan a interprété de très nombreux duos, elle a notamment chanté avec (la liste n'est pas exhaustive) : Georges Brassens, Serge Gainsbourg, Jane Birkin, Mireille Darc, Sacha Distel, Charles Aznavour, Gilbert Bécaud, Henri Salvador, Mireille Mathieu, Marie-Paule Belle, Gérard Lenorman, Philippe Lavil, Nathalie Baye, Richard Cocciante, Arielle Dombasle, Roch Voisine, Liane Foly, Carlos, Jean-Jacques Debout, Chantal Goya, Paul Anka, Johnny Mathis, Petula Clark, Michel Sardou, George Chakiris, David Hallyday, Patricia Kaas, Alain Souchon, Isabelle Boulay, Francis Cabrel, Axelle Red, Étienne Daho, Françoise Hardy, Bonnie Tyler, Catherine Ringer, Amel Bent, Nolwenn Leroy, [...], et Johnny Hallyday (avec qui elle totalise 55 duos sur 39 titres différents, télévisions, radios et scènes confondues).
La télévision lui a consacré plusieurs portraits, dont : Sylvissima en 1970, le documentaire de François Reichenbach Mon amie Sylvie en 1972, le documentaire Sylvie sa vie sur Canal+ en 1994, Les lumières du Music-Hall sur la 5 en 1998, Entre l’ombre et la lumière sur France 3 en 2005, Nepoznatite (ou Reflections) réalisé par Georgi Toshev pour la télévision bulgare (TVB) en 2009, Sylvie raconte Vartan pour Paris Première en septembre 2015 ou Sylvie et Johnny, les amants terribles sur France 3 (série Un jour un destin), en 2022.
Pour la télévision, Sylvie a, au cours de diverses émissions, joué des extraits de pièces de théâtre, avec comme partenaires : Paul Meurisse, Lise Delamare (de la Comédie-Française), Jean-Claude Brialy ou encore Pierre Palmade.
Sylvie Vartan remet à deux reprises un César, lors de la cérémonie qui récompense le cinéma Français, en 1979 le César du meilleur acteur et en 1985 le César de la meilleure musique originale.
Elle a participé à l'émission musicale Taratata à trois reprises en 1994 (où elle a battu les records d'audience de l'année), en 1996 et en 2016.
Elle est présidente du jury Miss France lors de la cérémonie d'élection qui consacre Miss France 2025 le 14 décembre 2024 sur TF1.

## Carrière d’actrice

### Cinéma
Jacques Demy pressent Sylvie pour jouer dans Les Parapluies de Cherbourg. On a aussi pensé à elle pour Pierrot le fou de Jean-Luc Godard, La Vie de château de Jean-Paul Rappeneau, et pour Le bonheur est dans le pré d'Étienne Chatiliez, mais son impresario Johnny Stark qui souhaite qu'elle privilégie sa carrière musicale, décline toutes ces propositions, ne lui transmettant même pas la proposition de Demy, ce qu'elle regrettera lorsqu'elle l'apprendra bien plus tard. Demy songe encore à elle, quelques années plus tard, pour une comédie musicale qui n'a jamais vu le jour. Durant les années 1960, Sylvie Vartan tourne pourtant dans plusieurs films musicaux : Un clair de lune à Maubeuge, D'où viens-tu Johnny ?, Cherchez l'idole, Les Poneyttes. Elle tourne aux côtés de Danielle Darrieux et Jean Marais dans la comédie Patate. Elle apparaît en chanteuse de cabaret se muant en infirmière dans le film fantastique Malpertuis de Harry Kümel en 1972, mais c'est le réalisateur Jean-Claude Brisseau qui, avec L'Ange noir en 1994, lui offre son véritable premier rôle de cinéma.
En 1968, elle fut pressentie pour jouer le rôle de Why dans Les Biches de Claude Chabrol, finalement attribué à Jacqueline Sassard.
En 2013, elle fait son retour au cinéma dans une comédie réalisée par Tonie Marshall, Tu veux ou tu veux pas ou elle joue la mère du personnage principal, interprété par Patrick Bruel.
Elle joue son propre rôle dans le film de Ken Scott, Ma mère, Dieu et Sylvie Vartan, sorti en 2025 et adapté du roman autobiographique de Roland Perez publié en 2021..

#### Filmographie
- 1952 : Sous le joug de Dako Dakovski, d’après le roman Sous le joug d'Ivan Vazov : une écolière
- 1962 : Un clair de lune à Maubeuge de Jean Chérasse : la chanteuse de rock
- 1963 : D'où viens-tu Johnny ? de Noël Howard : Gigi
- 1964 : Cherchez l'idole de Michel Boisrond : elle-même
- 1964 : Patate de Robert Thomas : Alexa Rollo
- 1967 : Les Poneyttes de Joël Le Moigné : elle-même
- 1971 : Malpertuis de Harry Kümel : Bets
- 1972 : Absences répétées de Guy Gilles : elle-même
- 1994 : L'Ange noir de Jean-Claude Brisseau : Stéphane Feuvrier
- 2014 : Tu veux ou tu veux pas de Tonie Marshall : la mère de Lambert
- 2025 : Ma mère, Dieu et Sylvie Vartan de Ken Scott : elle-même

### Téléfilm
- 2001 : Mausolée pour une garce d'Arnaud Sélignac (d'après le roman de Frédéric Dard) : Agnès

### Théâtre
- 2011 : L’Amour, la mort, les fringues de Nora et Delia Ephron, mise en scène Danièle Thompson, Théâtre Marigny
- 2015 : Ne me regardez pas comme ça ! d'Isabelle Mergault, mise en scène Christophe Duthuron, Théâtre des Variétés

## Autres activités

### Mode et danse

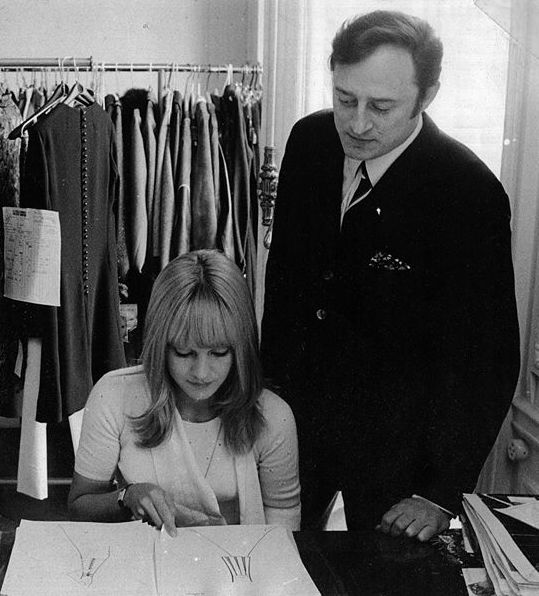
Sylvie Vartan et Jacques Rozenker regardant les dessins des Créations Sylvie Vartan (1968).

En 1965 (et jusqu'en 1970), Sylvie Vartan fonde avec Roland Berda (père de Claude Berda) l'entreprise de prêt-à-porter les Créations Sylvie Vartan, dirigée par Jacques Rozenker (son directeur de collection). Les collections sont dessinées par Emmanuelle Khanh et Christiane Bailly (venue de la marque Chloé).
De 1981 à 1988, après les avoir créées, elle dirige les écoles de danse Sylvie Vartan Studios, à Paris et Tokyo.

### Écriture

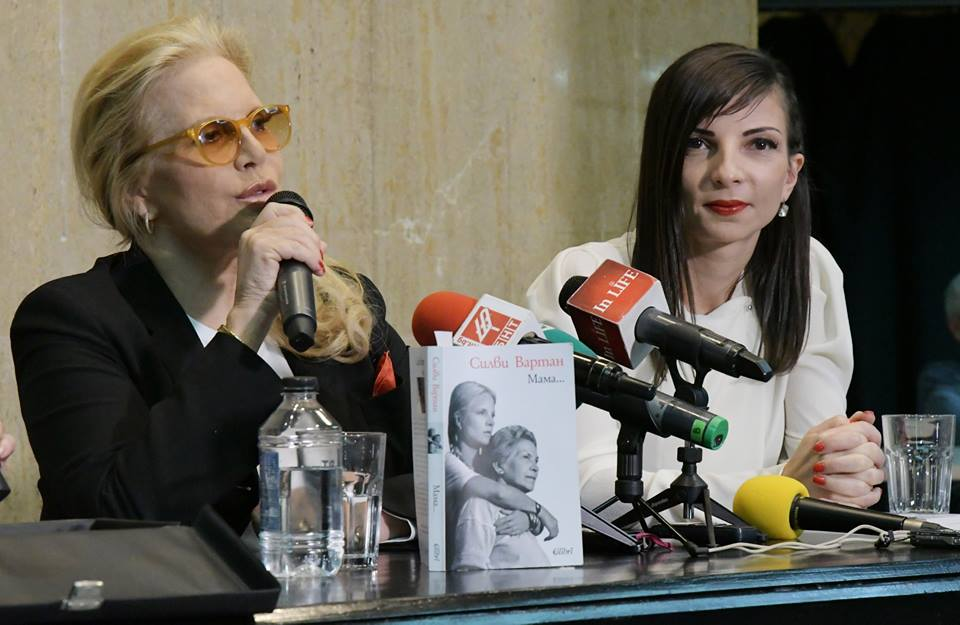
Sylvie Vartan à une présentation de son livre Maman...

Sylvie Vartan a publié les livres suivants :
- Si je chante, Paris, Filipacchi-Édition no 1, 1981, 110 p.  (ISBN 2-86391-040-X) ;
- Beauty Book / avec la collaboration de Nadine Corbasson et Martine Sicard. Paris : Éd. no 1, 1985, 192 p.  (ISBN 2-86391-156-2) ;
- Entre l'ombre et la lumière / avec la collaboration de Lionel Duroy. Paris : XO Éd., 2004, 412 p.  (ISBN 978-2-84563-195-3). Rééd. France loisirs, 2004 ; J'ai lu Document no 7507, 350 p.  (ISBN 2-290-34380-3) ;
- Dans la lumière / avec la collaboration de Éric et Christian Cazalot. Paris : XO Éditions, 2007, 319 p.  (ISBN 978-2-84563-337-7) ;
- Mot à mot, Paris : Le Cherche Midi, coll. « Les abécédaires d'Hervé Pons », 2012, 264 p.  (ISBN 978-2-7491-1850-5) ;
- Le Style Vartan / Christian & Éric Cazalot avec Sylvie Vartan. Paris : La Martinière, 2015, 190 p.  (ISBN 978-2-7324-7457-1) ;
- Maman... / avec la collaboration de Lionel Duroy. Paris : XO Éd., 2016, 266 p.  (ISBN 978-2-84563-826-6). Rééd. Éd. de la Loupe, coll. « Témoignage », 2016, 331 p.  (ISBN 978-2-84868-691-2) ; J'ai lu Témoignage no 11809, 2017, 216 p.  (ISBN 978-2-290-13911-0).

## Engagement politique
Lors de l'élection présidentielle de 1974, au même titre que Johnny Hallyday, Sylvie Vartan soutient la candidature du candidat de centre-droit Valéry Giscard d'Estaing, face au socialiste François Mitterrand.
En mai 2022, elle publie un EP de 5 titres dont les bénéfices sont reversés à l'Unicef, au profit de l'Ukraine.

## Postérité
Selon Jean-Marie Périer, photographe des années 1960-1970, Sylvie Vartan et Johnny Hallyday représentent à eux deux la réussite artistique parfaite de la chanson française et le couple le plus représentatif de ces années extrêmement prolifiques musicalement dans le monde du rock international.

## Distinctions

### Décorations

#### France
Le 13 novembre 1987, Sylvie Vartan est faite chevalier de l'ordre national du Mérite puis promue au grade d'officier le 15 mai 2006 au titre d'« artiste de variétés ».
Le 31 décembre 1997, elle est nommée au grade de chevalier dans l'ordre national de la Légion d'honneur au titre de « artiste de variétés ; 32 ans d'activités professionnelles » puis faite chevalier le 14 novembre 1998. Elle est promue au grade d'officier le 31 décembre 2008 au titre de « artiste de variétés ». Elle est faite officier le 27 mai 2010. Elle est promue au grade de commandeur le 11 juillet 2025 au titre de « ancienne ministre plénipotentiaire »,.
Nommée au grade de chevalier de l'ordre des Arts et des Lettres le 20 mai 1985, elle est promue directement au grade de commandeur sans passer par le grade d'officier le 27 octobre 2011.

#### Bulgarie
Syvie Vartran est récipiendaire de l'ordre du Madarski konnik (cavalier de Madara) en 1996 et de l'ordre de Stara Planina en 2004.

### Prix
- Le 17 décembre 1970, au Théâtre Marigny, Sylvie Vartan reçoit le Triomphe des Variétés des mains des producteurs Jacques et Jean-Paul Rouland. La profession distingue Sylvie à l'occasion de la 25e Nuit du cinéma où les autres Triomphes sont décernés à Lino Ventura, Patrick Macnee et Linda Thorson ; (cette cérémonie était alors à la fois l'équivalent de la Nuit des Césars et des Victoires de la musique).
- En novembre 1975, lors d'une émission télévisée de Guy Lux, elle reçoit le Fauteuil d'or pour avoir fait venir 115 000 spectateurs en un mois au Palais des congrès et ce, à guichets fermés.
- Le 14 février 2025, elle reçoit une Victoire d'Honneur pour l'ensemble de sa carrière lors de la 40° cérémonie des Victoires de la Musique 2025.

### Hommages

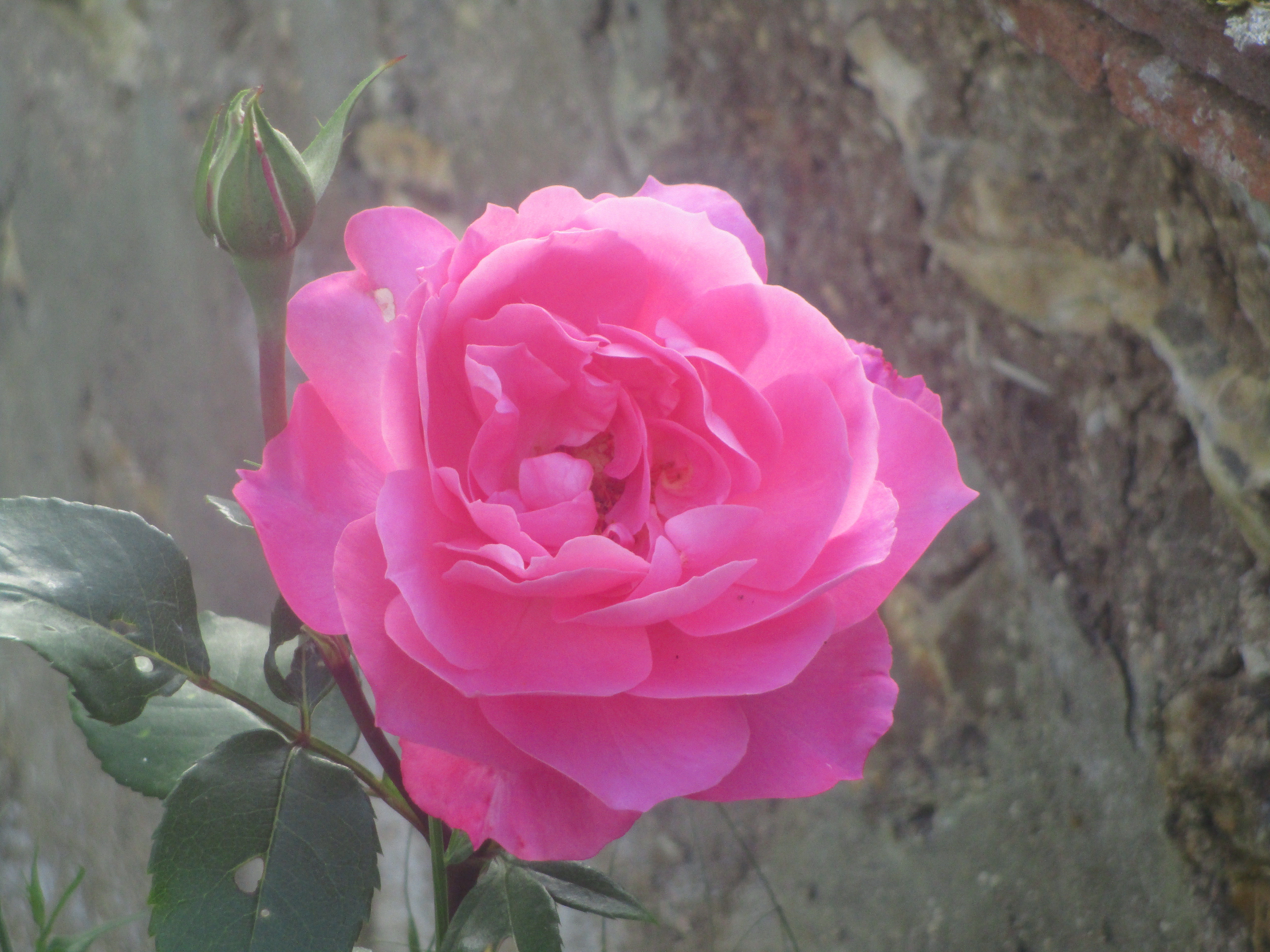
Rose « Sylvie Vartan ».

- En 1969, une rose double de couleur rose soutenu est créée à son nom par André Eve.
- En 2004 pour ses 60 ans, le musée Galliera à Paris lui consacre une exposition de près de six mois.
- En 2005, elle est nommée « ambassadrice de cœur » à l'OMS.